# 334 a. C.
El año 334 a. C. fue un año del calendario romano prejuliano. En el Imperio romano se conocía como el Año del Consulado de Caudino y Calvino (o menos frecuentemente, año 420 Ab urbe condita).

## Acontecimientos
- Expedición de Macedonia contra la rebelión de la tribu de los Tribalios.
- En la primavera de este año Alejandro Magno cruzó los Dardanelos con un ejército de unos 35.000 hombres para comenzar la campaña contra los persas. En mayo de ese año, Alejandro Magno derrota a los persas en la Batalla del Gránico.
- Aristóteles crea el Liceo de Atenas.

## Nacimientos
- Zenón de Citio, creador del pensamiento estoico.

## Fallecimientos
- Antífanes, comediógrafo griego (n. 408 a. C.)
- Pixodaro, sátrapa de Caria perteneciente a la Dinastía Hecatómnida